# McCain Foods
McCain Foods Limited — канадская транснациональная компания по производству замороженных продуктов, основанная в 1957 году во Флоренсвилле, штат Нью-Брансуик, Канада.
McCain Foods — крупнейший в мире производитель замороженных картофельных продуктов, в частности — картофеля фри. Его основными конкурентами являются Simplot и Lamb Weston.

## История
McCain Foods Limited была основана в 1957 году братьями Харрисоном МакКейном и Уоллесом МакКейном с помощью двух их старших братьев. В первый год своего производства компания наняла 30 сотрудников и заработала более 150 000$. В 1970—1990-е годы компания расширила ассортимент продуктов и начала производить замороженную пиццу и овощи.
По состоянию на 2017 год компания является крупнейшим в мире производителем замороженных картофельных продуктов и насчитывает более 20 000 сотрудников и 47 фабрик на шести континентах. Годовой объём продаж компании превышает 8,5 миллиарда канадских долларов. Согласно отчёту The Globe and Mail, McCain Foods является 19-й по величине частной компанией в Канаде.